# Титаренко Сергій Миколайович
Сергі́й Микола́йович Титаре́нко (нар. 8 серпня 1992 — пом. 9 серпня 2014) — молодший сержант Збройних сил України, учасник російсько-української війни.

## Життєпис
Народився 1992 року в місті Мена, Чернігівська область. Закінчив 2009-го Менську ЗОШ ім. Т. Г. Шевченка. В Сосницькому професійному аграрному ліцеї 2010-го здобув професії електрозварника ручного зварювання й водія автотранспортних засобів.
Протягом 2011—2012 років пройшов строкову службу в лавах Збройних Сил України, займав посаду командира автомобільного відділення, молодший сержант.
Мобілізований 19 березня 2014 року, молодший сержант, старший навідник 2-го гаубичного самохідного артилерійського взводу 3-ї гаубичної самохідно-артилерійської батареї гаубичного самохідно-артилерійського дивізіону 1-ї окремої гвардійської танкової бригади.
З 24 липня 2014-го брав участь в боях на сході України; підрозділ Сергія охороняв дорогу на аеропорт Луганська.
Загинув 9 серпня 2014 року біля смт Челюскінець внаслідок попадання снаряду в гаубичну самохідну установку. У Сергія була пошкоджена артерія, він помер на руках у лікарів в кареті медичної допомоги.
Залишились батьки та сестра.
Похований в місті Мена 16 серпня 2014 року.

## Нагороди та вшанування
- 15 травня 2015 року — за особисту мужність і героїзм, виявлені у захисті державного суверенітету та територіальної цілісності України, вірність військовій присязі під час російсько-української війни, відзначений — нагороджений орденом «За мужність» III ступеня (посмертно).[2]
- 5 грудня 2014 року, на фасаді Менської ЗОШ, встановлено пам'ятну дошку випускнику Сергію Титаренку[3].
- Нагороджений нагрудним знаком «За оборону Луганського аеропорту» від Всеукраїнської спілки учасників бойових дій АТО «Побратими України»[4].
- Присвоєно звання «Почесний громадянин Менського району» (посмертно)
- його портрет розміщений на меморіалі «Стіна пам'яті полеглих за Україну» в Києві: секція 2, ряд 9, місце 26.
- Одна з вулиць міста Мени названа іменем Сергія Титаренка.[5][6]
- На його честь назване селище Титаренкове, де він прийняв останній бій.[7]
- вшановується на щоденному ранковому церемоніалі вшанування захисників України, які загинули за свободу, незалежність і територіальну цілісність нашої держави.[8]